# 星德
星德（？年—1739年），又称性德、兴德，那拉氏。
康熙五十一年（1712年）尚雍親王（後登基為雍正帝）之次女（後追封為和硕怀恪公主）。
雍正十二年（1734年）奉命往达里刚爱操练蒙古兵。
乾隆元年（1736年）正月召还。乾隆四年（1739年）四月去世。